# Dvorac u Starom Trakaiu
Dvorac u Starom Trakaiu je dvorac u Starom Trakaiu (lit. Senieji Trakai) u Litvi.
Prvi dvorac od opeke je dao sagraditi litvanski veliki vojvoda Gedimin, koji je prebacio glavni litvanski grad iz Kernavė u Trakai (današnji Stari Trakai) 1321. Isti dvorac je bio rodnim mjestom velikog litvanskog vojvode Vitolda (lit. Vytautas) 1350.
Dvorac u Starom Trakaiu je razorio Teutonski viteški red 1391. i otad nije više bio obnovljen, budući je vojvoda Kejstut (lit. Kęstutis) dao podignuti novi dvorac u Trakaiu. Veliki vojvoda Vitold je dodijelio ruševine starog dvorca benediktincima 1405. godine.  Pretpostavlja se da današnja samostanska zgrada iz 15. stoljeća u sebi ima i ostatak Gediminovog dvorca.

## Poveznice
- Dvorac na Trakajskom poluotoku
- Dvorac na otoku Trakaiu